# Matudina
Matudina es un género monotípico de plantas de la familia de las asteráceas. Su única especie: Matudina corvi es originaria de México.

## Descripción
Las plantas de este género sólo tienen disco (sin rayos florales) y los pétalos son de color blanco, ligeramente amarillento blanco, rosa o morado (nunca de un completo color amarillo).

## Taxonomía
Matudina corvi fue descrita por (McVaugh) R.M.King & H.Rob. y publicado en Phytologia 26(3): 171. 1973.
Sinonimia
- Eupatorium corvi McVaugh
- Matudina corvi (McVaugh) R.M.King & H.Rob.
- Eupatoriastrum corvii (McVaugh) B.L.Turner[5]